# 南博多駅
南博多駅（みなみはかたえき）は、かつて福岡市（現在の博多区住吉付近）に存在した、北九州鉄道の鉄道駅である。

## 歴史
南博多駅を建設した北九州鉄道は、福岡市から唐津を経由して伊万里までの、後に筑肥線となる路線を建設した私鉄であった。当初は福岡と唐津を結ぶ区間を、中間部分から建設を始め、両側へ線路を延ばしていった。南博多駅は、南博多 - 新柳町（後の筑前高宮）間が開業した1925年（大正14年）11月20日に開業した。このときはまだ北九州鉄道は博多駅に乗り入れておらず、同鉄道の博多側ターミナル駅として機能していた。
九州鉄道が前身の国鉄鹿児島線は、同・博多駅が1963年（昭和38年）に移転・高架化されるまでは現在の地下鉄祇園駅付近（現在の祇園大通り付近）に所在しており、配線も異なっていた（福岡市道路愛称「こくてつ通り」を南下していた）。北九州鉄道も博多側終端付近で国鉄鹿児島線の西側を並行し、南博多駅は現在の博多区住吉付近（キャナルシティ博多の南端からすぐ南の地点）に所在しており、国鉄鹿児島線のすぐ線路脇であった。
北九州鉄道は、1926年（大正15年）10月15日に国鉄博多駅への乗り入れを開始して、博多駅が都心側のターミナルとなった。これに伴い、南博多駅は旅客営業を廃止して貨物駅となった。このとき、南博多駅からそのまま線路を伸ばすのではなく、南博多駅から0.3 km離れた位置（住吉神社近く）に南博多分岐点を設置して、そこから博多駅へ接続する線路を建設した。
1937年（昭和12年）10月1日に北九州鉄道は国有化され、国鉄筑肥線となった。この際に南博多駅は独立した駅としては廃止となった。しかしその後も住吉貨物積卸場と称して博多駅構内の一部という扱いで、狭小な構内で増大する旅客と貨物を捌ききれなくなりつつあった博多駅の貨物扱いの一部を分散して受け持っていた。この扱いがいつごろ廃止されたかは不明であるが、1959年（昭和34年）7月付けで作成された博多駅構内線路図ではまだこの住吉貨物積卸場が描かれている。

### 年表
- 1925年（大正14年）11月20日 - 南博多駅開業[1]、一般駅
- 1926年（大正15年）10月15日 - 旅客営業廃止[2]、貨物駅となる
- 1937年（昭和12年）10月1日 - 北九州鉄道国有化と同時に廃止[3]

## 住吉信号所
住吉信号所（すみよししんごうしょ）は、かつて博多 - 福岡簑島（後の筑前簑島）間に存在していた北九州鉄道の信号所である。北九州鉄道が博多駅へ乗り入れた1926年（大正15年）10月15日に、南博多駅への分岐点として南博多分岐点として住吉神社近くに開設された。1929年（昭和4年）11月6日に住吉信号所に改称された。1937年（昭和12年）10月1日に、南博多駅が独立した駅としては廃止となったことから、住吉信号所も同時に廃止となった。しかし南博多駅の貨物扱い設備は実質的に存続して貨物を扱い続けたことから、住吉信号所も実質的には筑肥線の本線から貨物扱い設備への分岐点としての機能を維持していた。
キロ程としては、博多駅 - 住吉信号所が0.7 km、南博多駅 - 住吉信号所が0.3 km、住吉信号所 - 福岡簑島駅が1.5 kmであった。

### 年表
- 1926年（大正15年）10月15日 - 南博多分岐点として開設
- 1929年（昭和4年）11月6日 - 住吉信号所に改称
- 1937年（昭和12年）10月1日 - 南博多駅廃止に伴い信号所も廃止

## 隣の駅
北九州鉄道
博多駅 - （住吉信号所） - 福岡簑島駅
南博多駅 - （住吉信号所）